# See You Again
See You Again (досл. „видимо се опет”) песма је коју је снимио амерички репер Виз Калифа са америчким певачем Чарлијем Путом. Нумера је објављена за саундтрек акционог филма Паклене улице 7 (2015), као знак признања покојном глумцу Полу Вокеру који је погинуо 30. новембра 2013. у саобраћајној несрећи у Валеншији (Калифорнија). Касније је песма укључена као бонус нумера на међународном Путовом деби албуму, Nine Track Mind. Уметници су написали песму са копродуцентима, Ди-џеј Френк Ијем и Ендруом Сидаром, уз додатну продукцију Пута и миксање Манија Мароквина. See You Again је изашао 10. марта 2015. као водећи сингл саундтрека у САД.
See You Again је постао највећи Калифин и Путов сингл до данас. Провео је 12 неузастопних седмица на врху америчке листе Билборд хот 100, изједначавајући се са Еминемовим хитом Lose Yourself и песмом Boom Boom Pow групе Блек ајд пис као најдужи број један реп сингл у земљи; на Табели синглова УК провео је две узастопне седмице. Такође је дошао на прво место у неколико других земаља, међу којима су и Аустралија, Аустрија, Канада, Немачка, Ирска, Нови Зеланд и Швајцарска. Песма држи рекорд за највише стримован сингл у једном дану на Спотифају у САД. Поставила је и рекорд за највише стримова у једној седмици широм света, те такође у једној седмици у Уједињеном Краљевству.
Музички видео је био најгледанији на Јутјубу од 10. јула до 4. августа 2017. године. See You Again има три номинације на 58. годишњој додели награде Греми: песма године, најбољи поп дуо / групни перформанс и најбоља песма написана за визуелни медиј. Такође је ушла у ужи избор за песму године на додели Би-Би-Сијеве музичке награде, те била номинована за најбољу оригиналну песму на 73. додели Златног глобуса. See You Again је била најпродаванија песма 2015. године у целом свету, са укупно продатих и стримованих 20,9 милиона јединица (према IFPI).